# جبل عرفة
عَرَفَةُ هوَ جبل في المملكة العربية السُعودية يقع على الطَريق بين مكة وَالطائف، حيث يَبعُد عن مكة حوالي 22 كيلومترا وعلى بُعد 10 كيلومترات من منى و 6 كيلومترات من مزدلفة. تُقام عنده أَهم مناسك الحج، والتي تسمى بوقفة عرفة وذلك في يوم التاسع من شهر ذي الحجة. وتعد الوقفة بعرفة أهم مناسك الحج كما قال الرسول محمد: «الحَجُّ عَرَفَةُ». يصل طول جبل عرفة إلى 300 متر، ووسط قمته شاخص طوله سبعة أمتار ليميزه عن بقية الجبال.

## التسمِية
سُمِّي عرفة بهذا الاسم؛ لأنَّ النَّاس يتعارفون فيه. وَقيل لأن جبريل طاف بإبراهيم وكان يريه المشاهد فيقول له: «أَعَرَفْتَ؟ أَعَرَفْتَ؟»، فيرد إبراهيم: «عَرَفْتُ، عَرَفْتُ»، وَقد قيل أيضاً أنه سُمي عَرفة لأنَّ آدم وحواء «عندما هبطا من الجنة» التقيا فيه فعرفها وعرفته. وقيل أيضاً أنه سُمي بذلك لأن الناس يعترفون بذُنوبهم عِنده. وقيل: بل سُمي بالصبر على ما يُكابِدُون في الوصول إليه، لأن العُرف الصبر، قال الشاعر: 
وَقد عُرف جَبل عَرفة باسم عَرفات، لوروده صراحة في القُرآن ﴿لَيْسَ عَلَيْكُمْ جُنَاحٌ أَنْ تَبْتَغُوا فَضْلًا مِنْ رَبِّكُمْ فَإِذَا أَفَضْتُمْ مِنْ عَرَفَاتٍ فَاذْكُرُوا اللَّهَ عِنْدَ الْمَشْعَرِ الْحَرَامِ وَاذْكُرُوهُ كَمَا هَدَاكُمْ وَإِنْ كُنْتُمْ مِنْ قَبْلِهِ لَمِنَ الضَّالِّينَ ۝١٩٨﴾. وَكلمة عَرفات ليست جَمْعَ عَرَفَة -كما يظن البعض- إنما هو مُفرد على صِيغة جَمْع، وله نظائرُ في لُغة العَرب. وهي فسيحٌ مِن الأرض محاطٌ بِقَوْسٍ مِن الجِبال يكون وَتَرُه وادي عُرَنة.
وَيُطلق على عرفة أسماء أخرى منها: جَبل الرَحمة، القرين، النابت، جبل إلال.

## حدود عَرفة

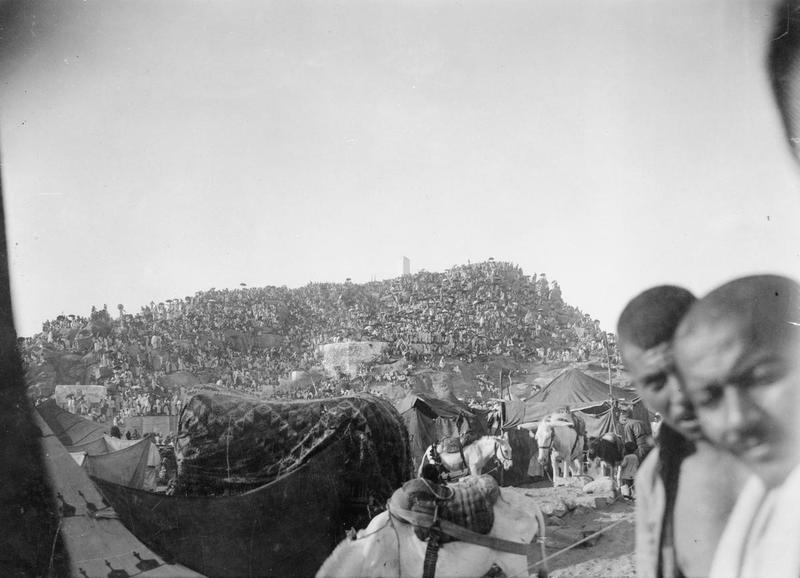

قالَ ابن عَباسٍ:«حدُّ عَرفة مِن الجبل المُشرِف على بَطْن عُرَنَة إلى جبالها إلى قصر آل مالك، ووادي عَرَفَة».
وَتقع عرفة على الطَريق بين مكة والطائف شَرقيَّ مكة بنحو 22 كيلومترا، وعلى بُعد عَشْرِ كيلومترات من منى وسِتِّ كيلومترات من مزدلفة، وَيقرب طول عَرفة ميلين، وَعرضُها كذلك، وهي سَهل مُنبسط مُحاط بسلسلة من الجِبال على شكل قوس كَبير.
وحدود عَرَفَة مِن ناحية الحَرَم هي نَمِرَة، وثُوَيَّة، وذي المجاز، والأراك، أما الحدود الثلاثة الأخرى لعَرَفَة، فهي سلسلةٌ مِن جبالٍ سوداءَ، أَبْرَزُها أُمُّ الرَّضُوم، وقد وُضِع لعَرَفة عَلَمَان يرمُزان إلى بدايتها، وعَلَمَان يرمُزان لنهايتها، توضيحًا لمن يجهل ذلك. وبَيْنَ الأعلام تَقع بَطْنُ عُرَنَة، قال رسول الله: «عَرَفَةَ كُلَّهَا مَوْقِفٌ، إِلَّا بَطْنَ عُرفة». وَفي هذا الموقف نزل على الرسول: ﴿الْيَوْمَ أَكْمَلْتُ لَكُمْ دِينَكُمْ وَأَتْمَمْتُ عَلَيْكُمْ نِعْمَتِي وَرَضِيتُ لَكُمُ الْإِسْلَامَ دِينًا﴾.
وَعرفة تَعني المَشعر الأقصى من مشاعر الحج، وهو الوَحيد الذي يقع خارج حدود الحَرم، وهو المشعر الذي يقف عليه الحجيج بعد صلاة الظُهر من يوم التاسع من ذي الحجة.

## معرض صور

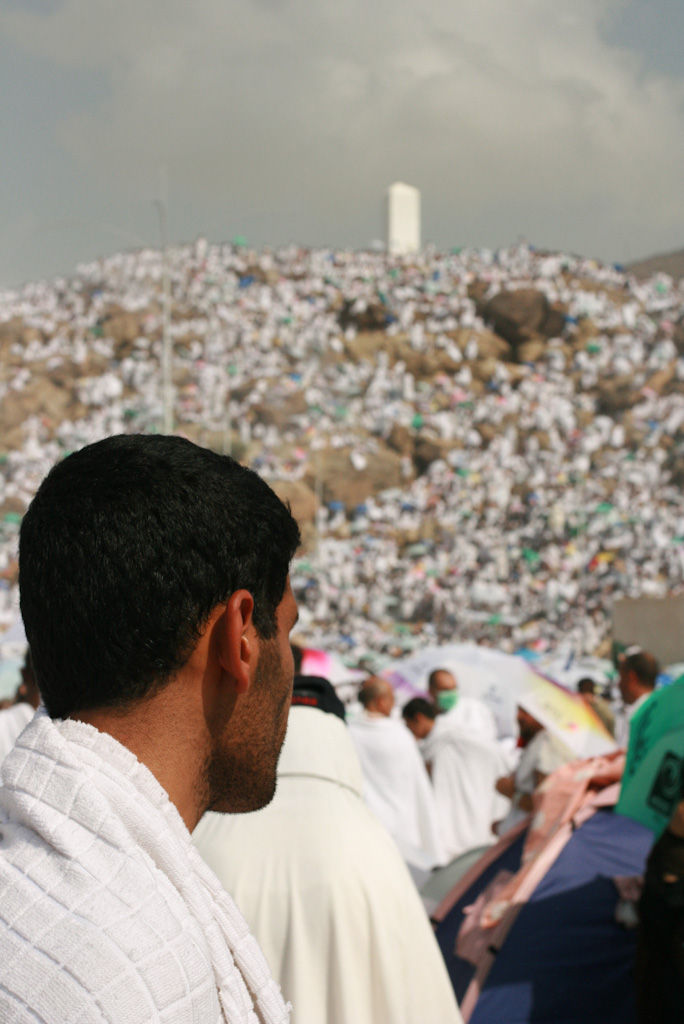
جبل عرفة أثناء الحج.
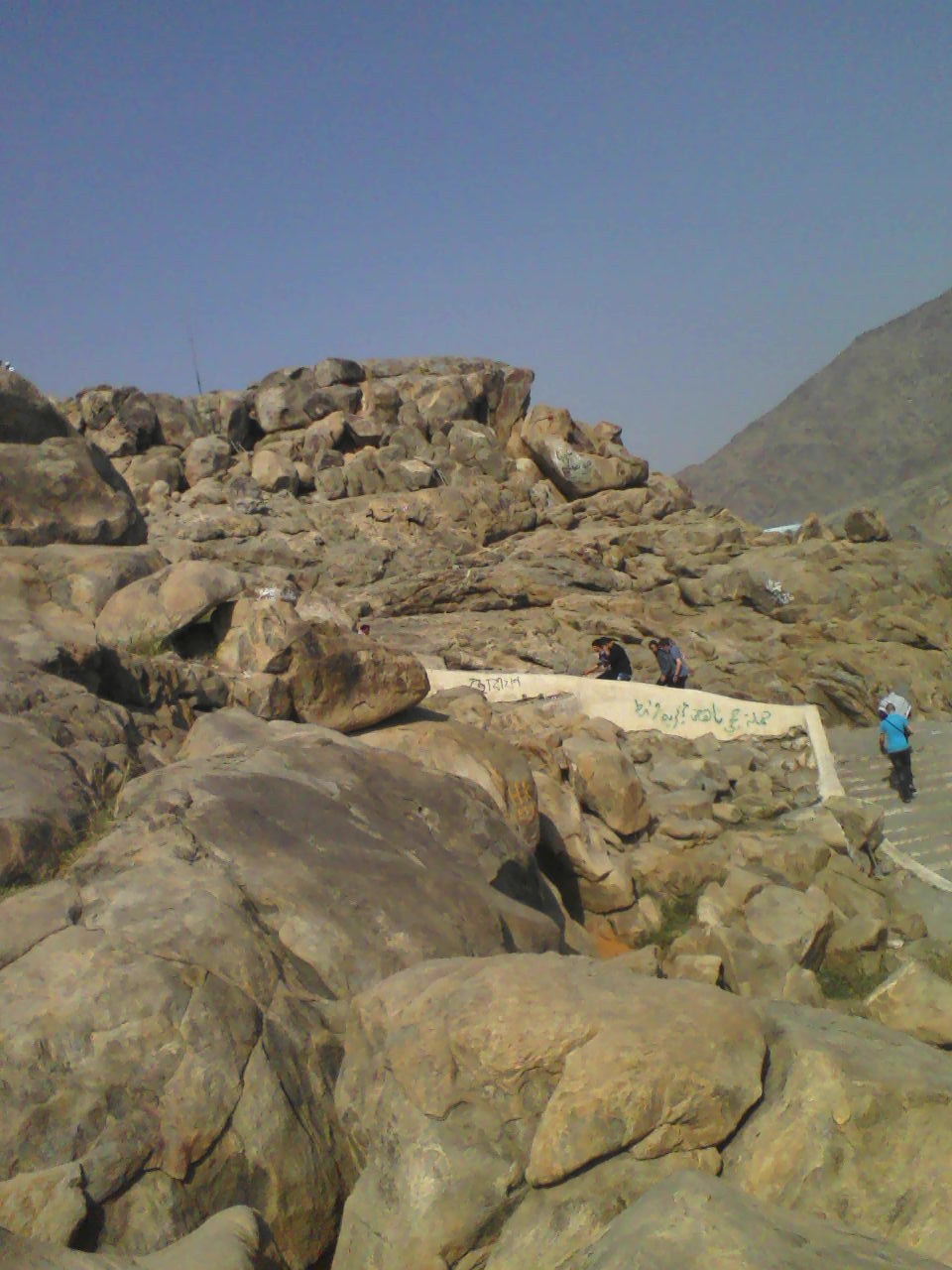
صورة لِجبل عَرفة تظهر فيه حجارته المَلساء.
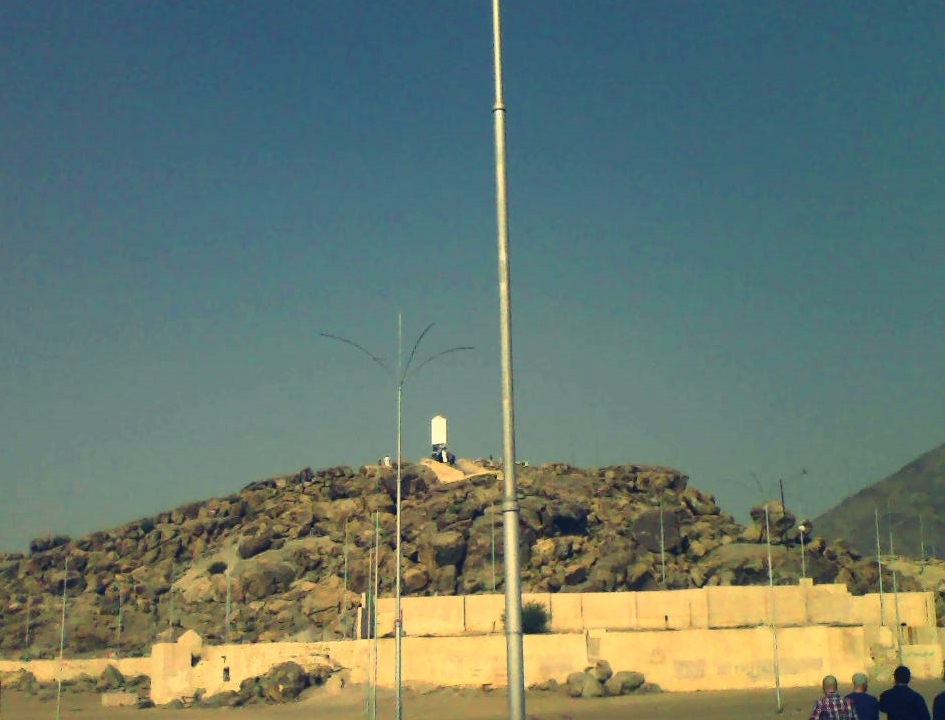
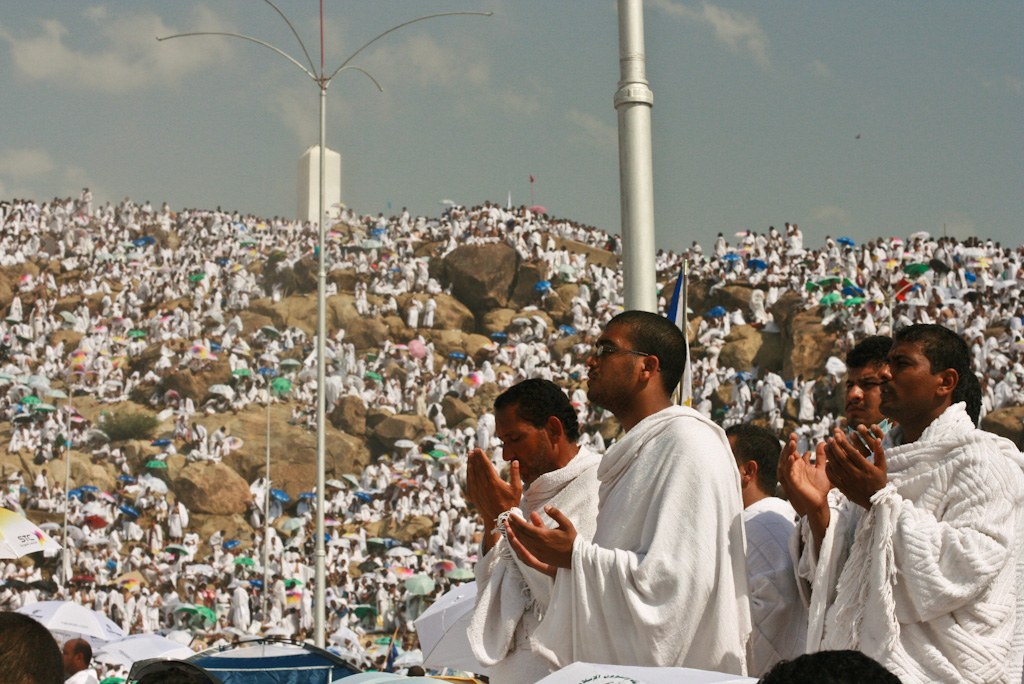
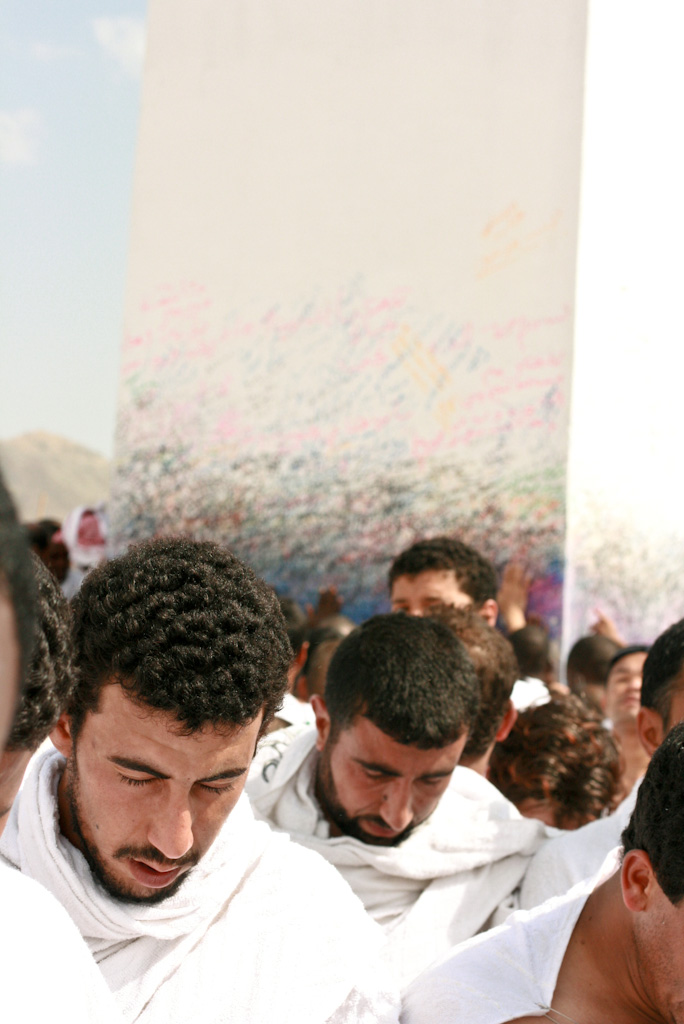
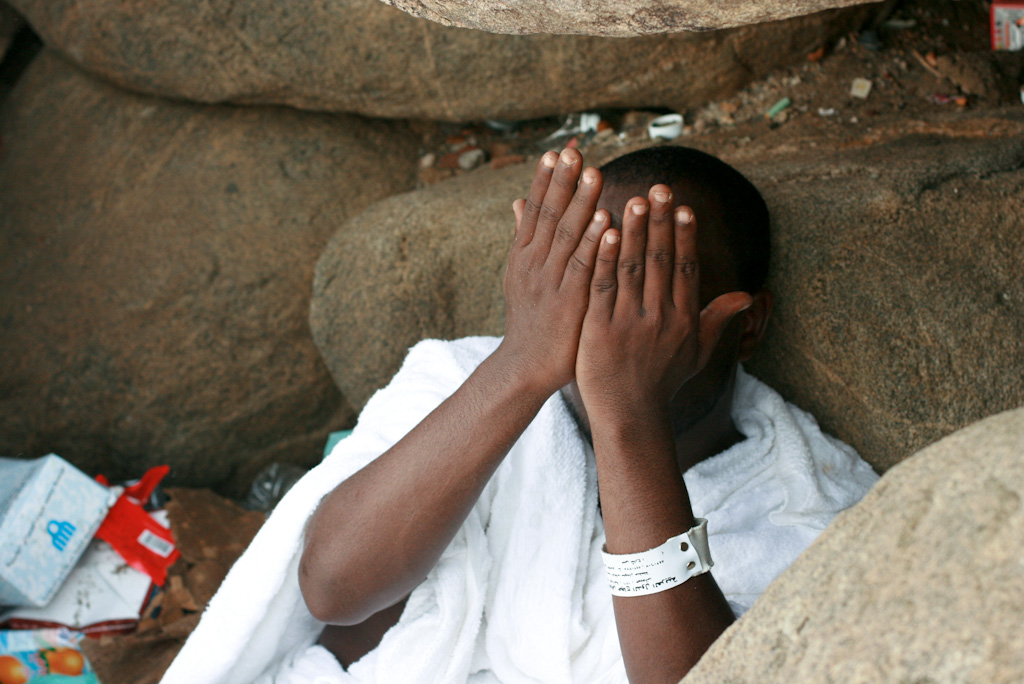
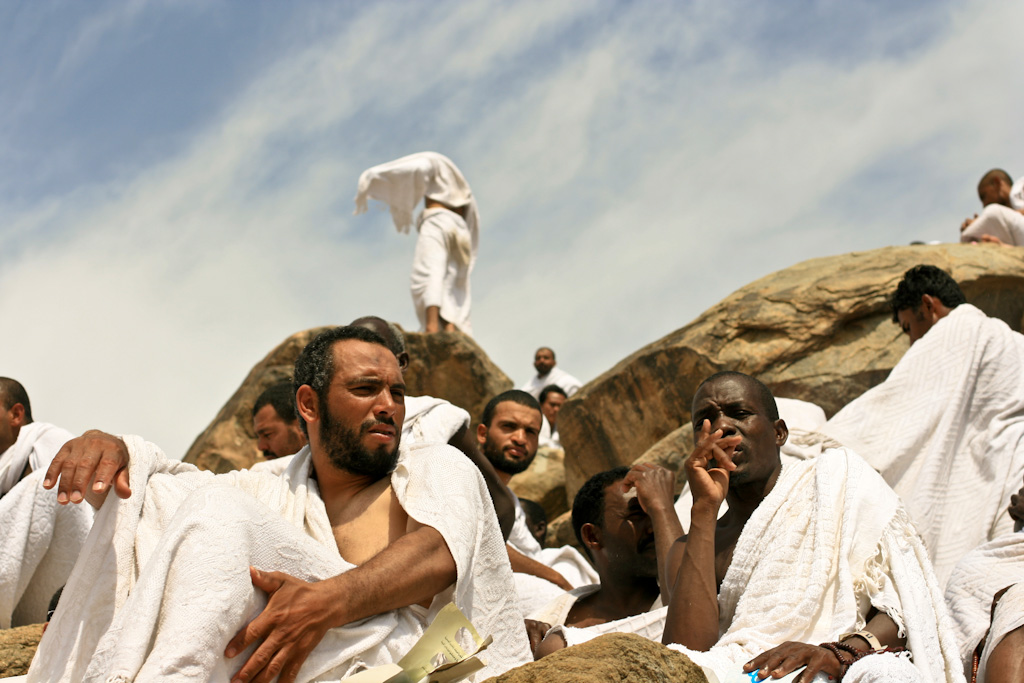
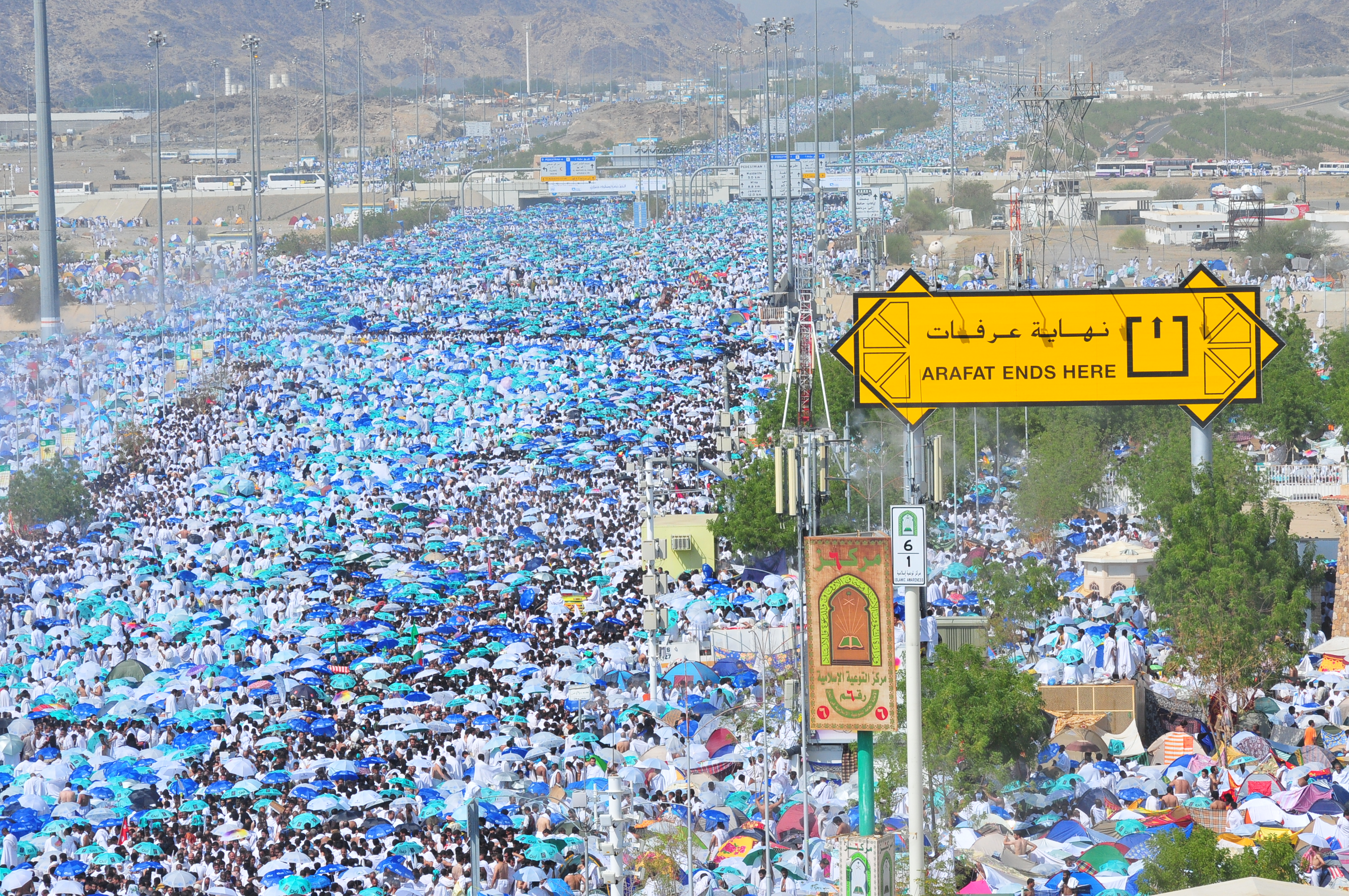
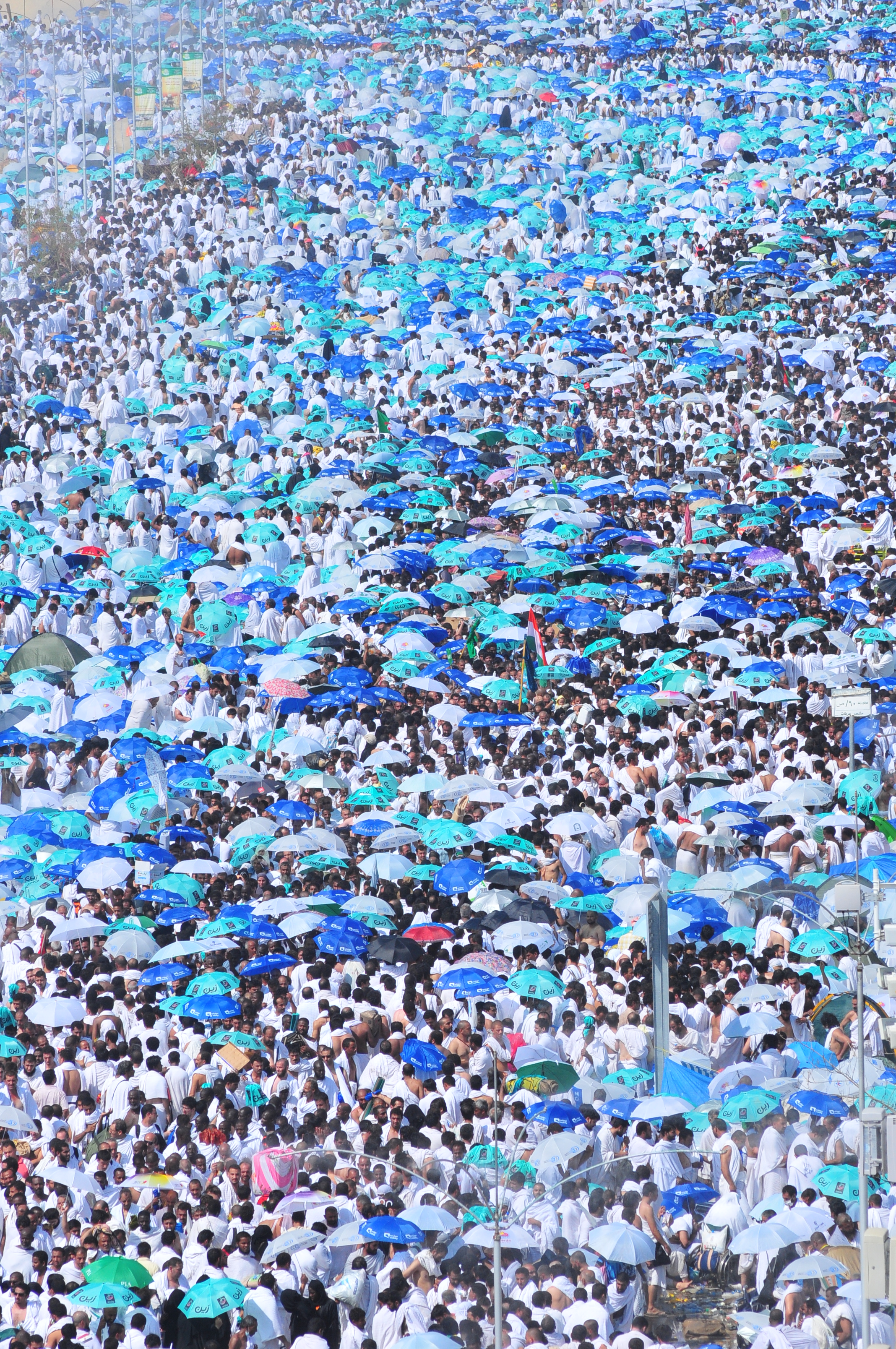
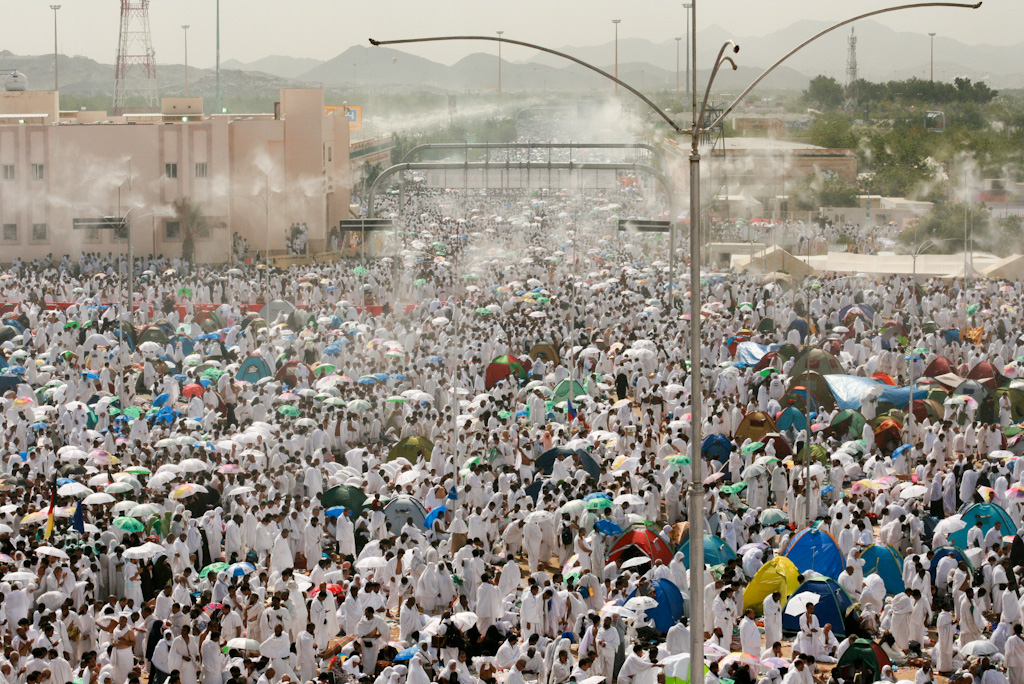
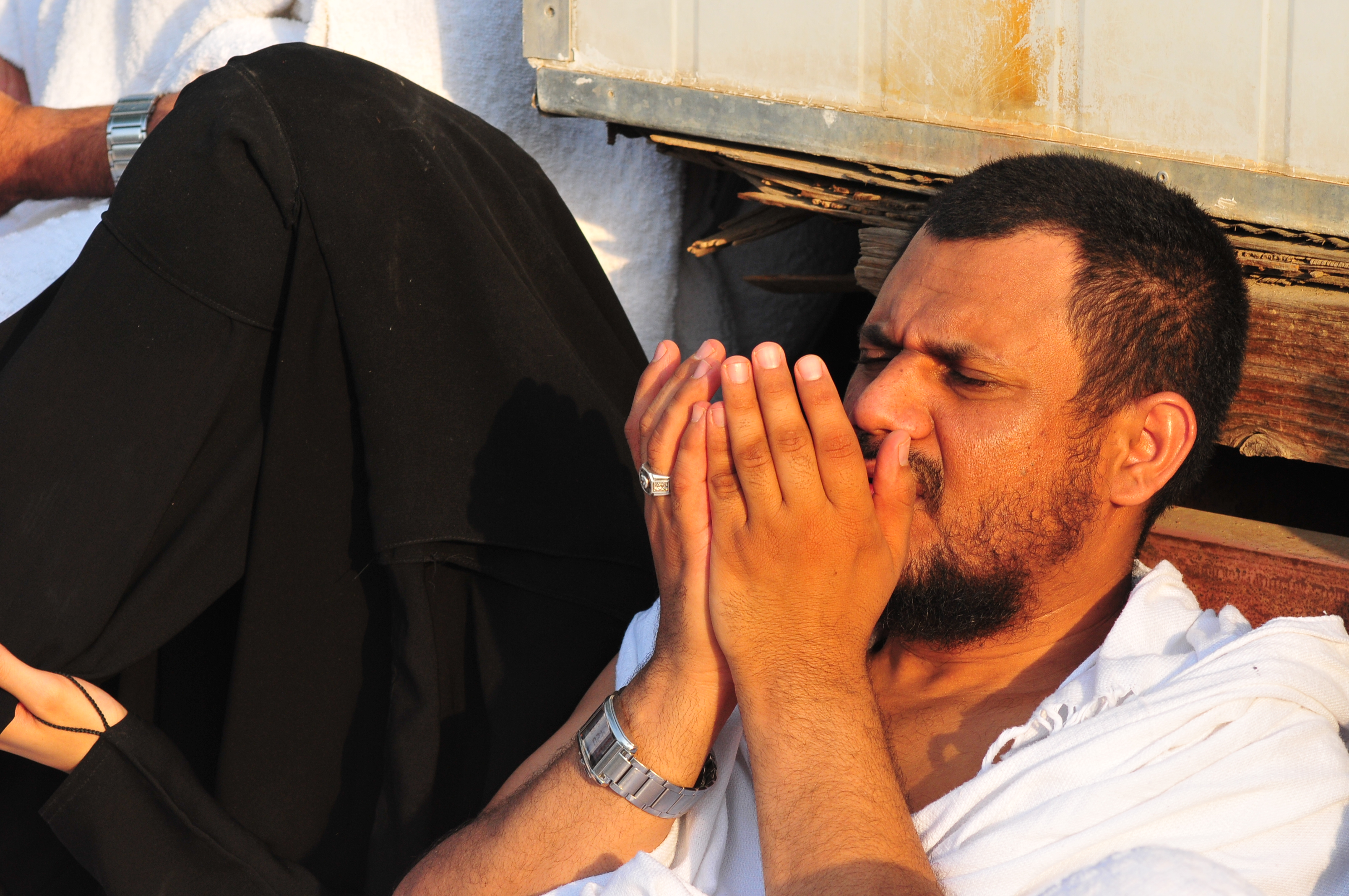
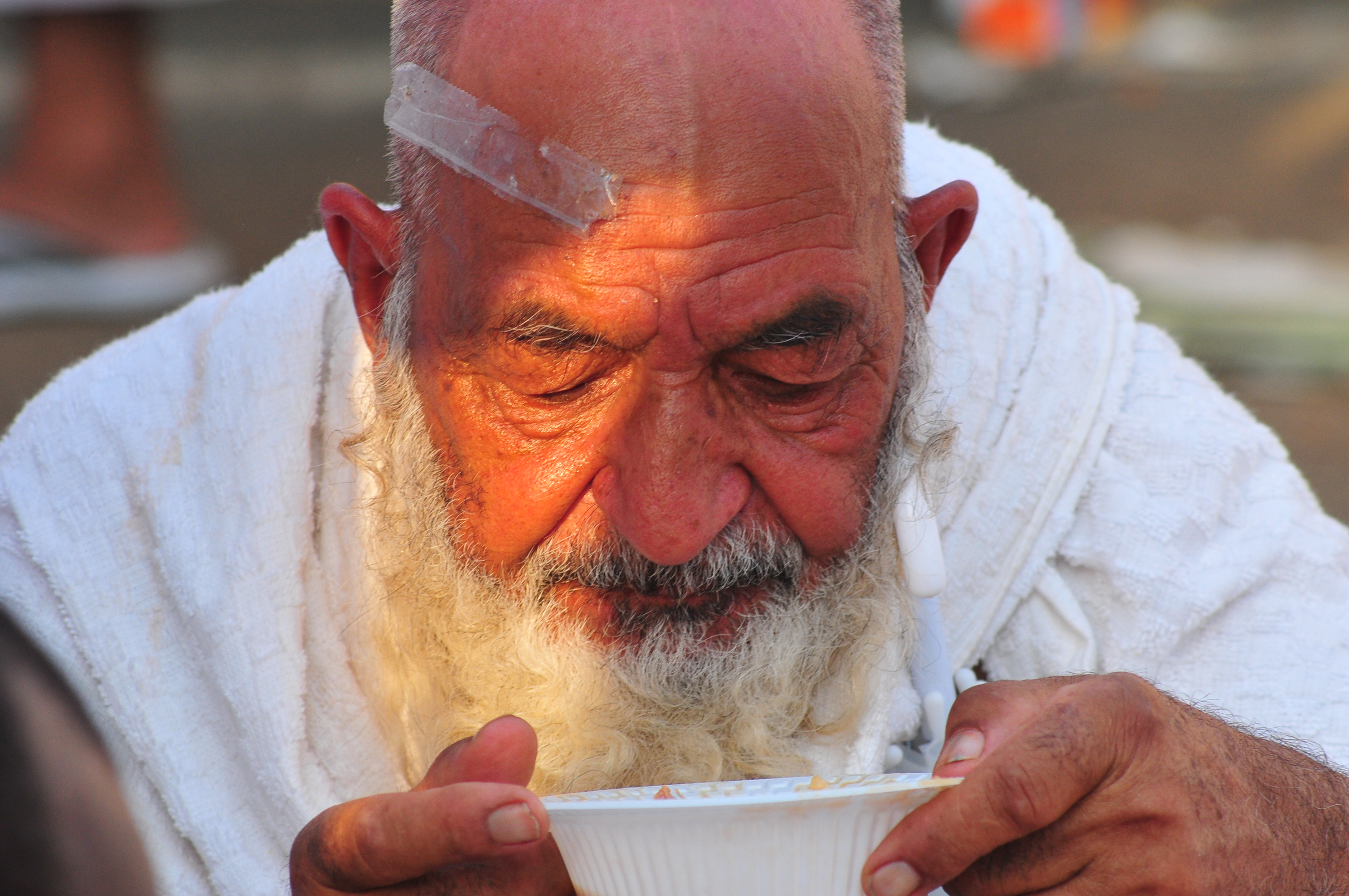
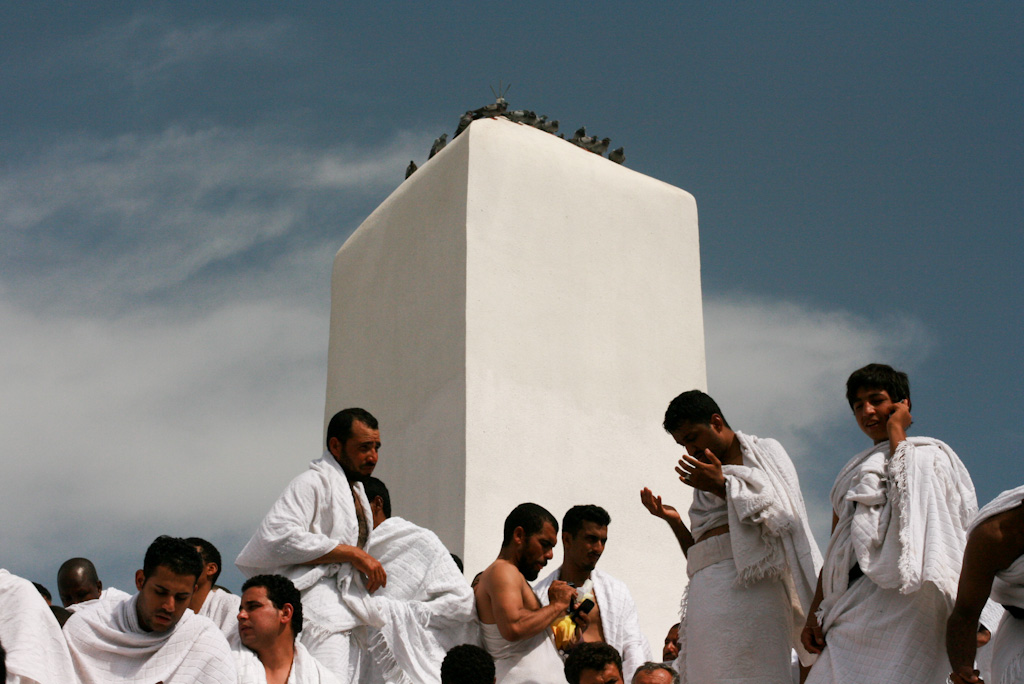
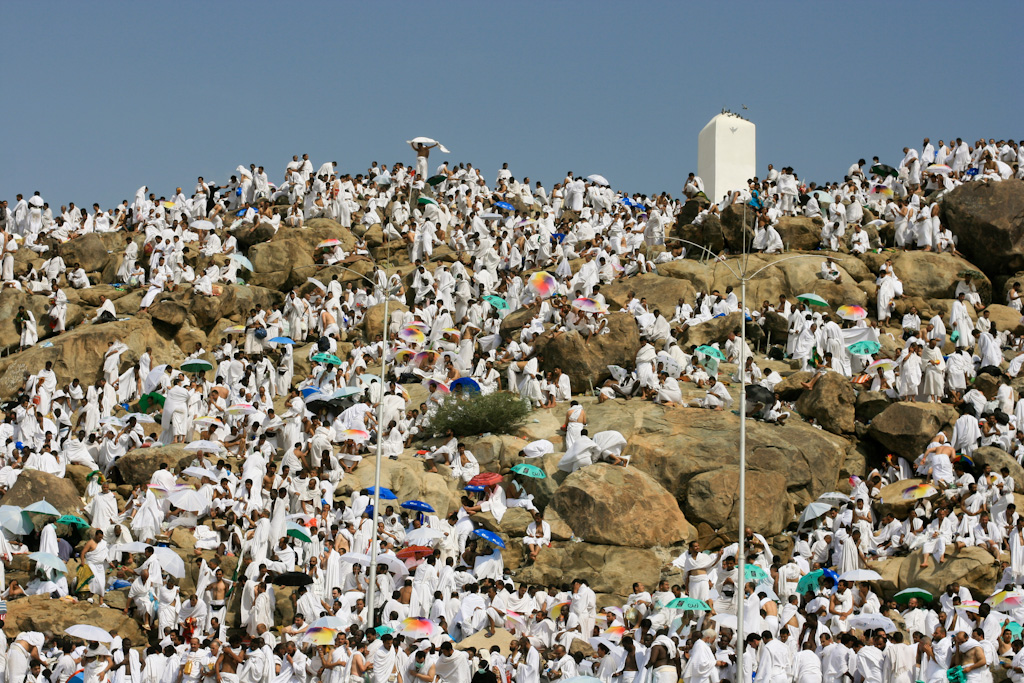
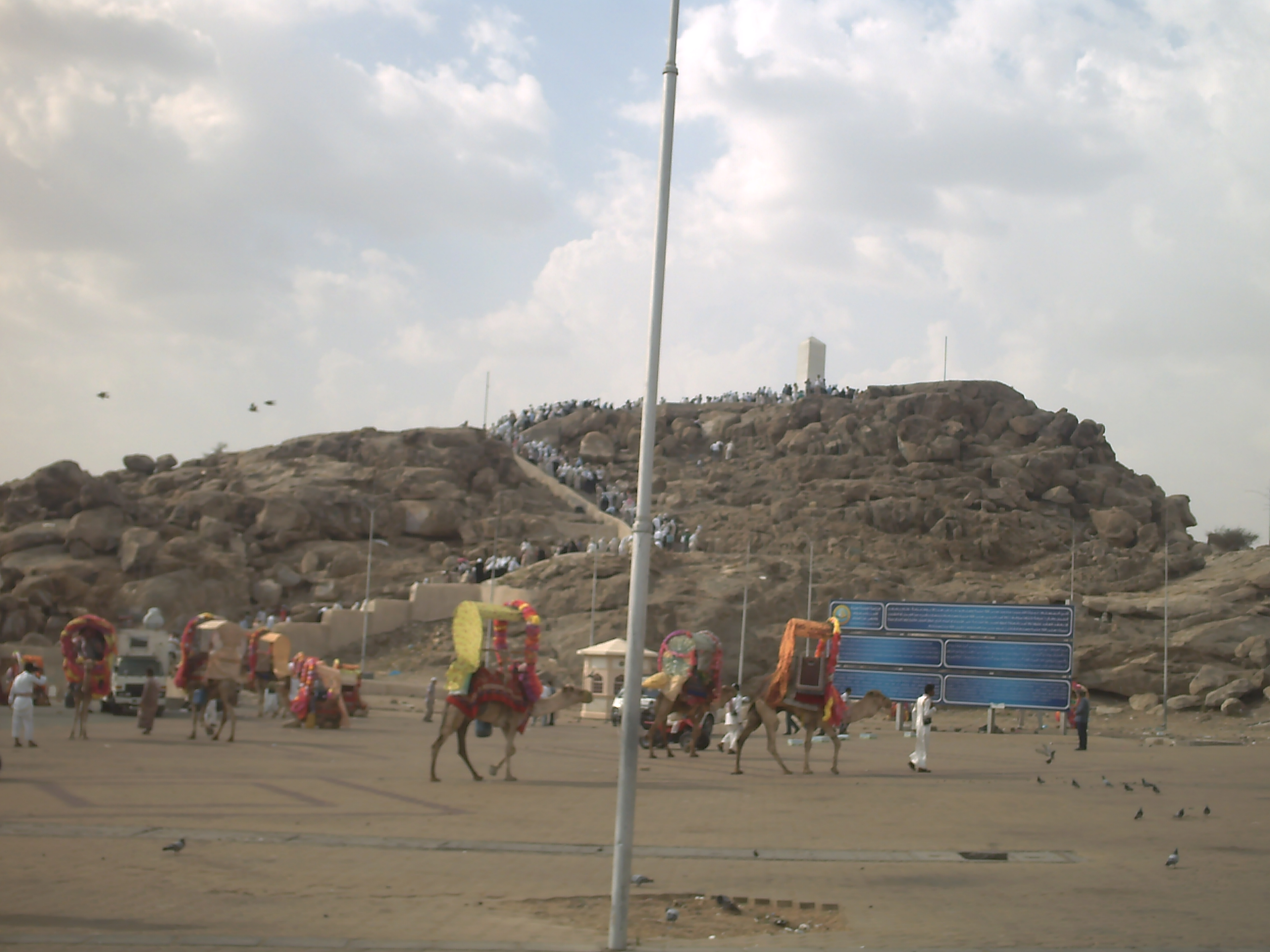
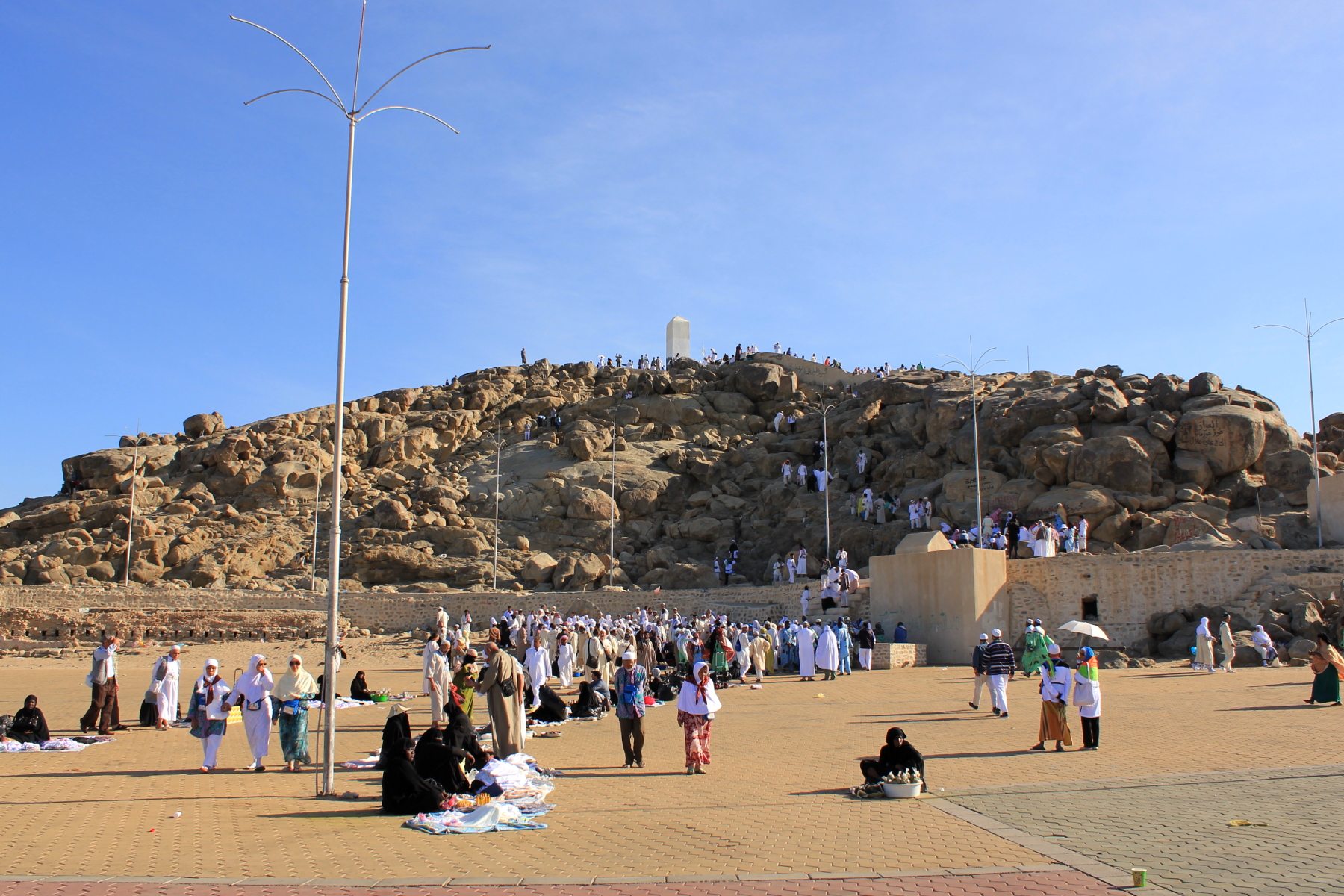
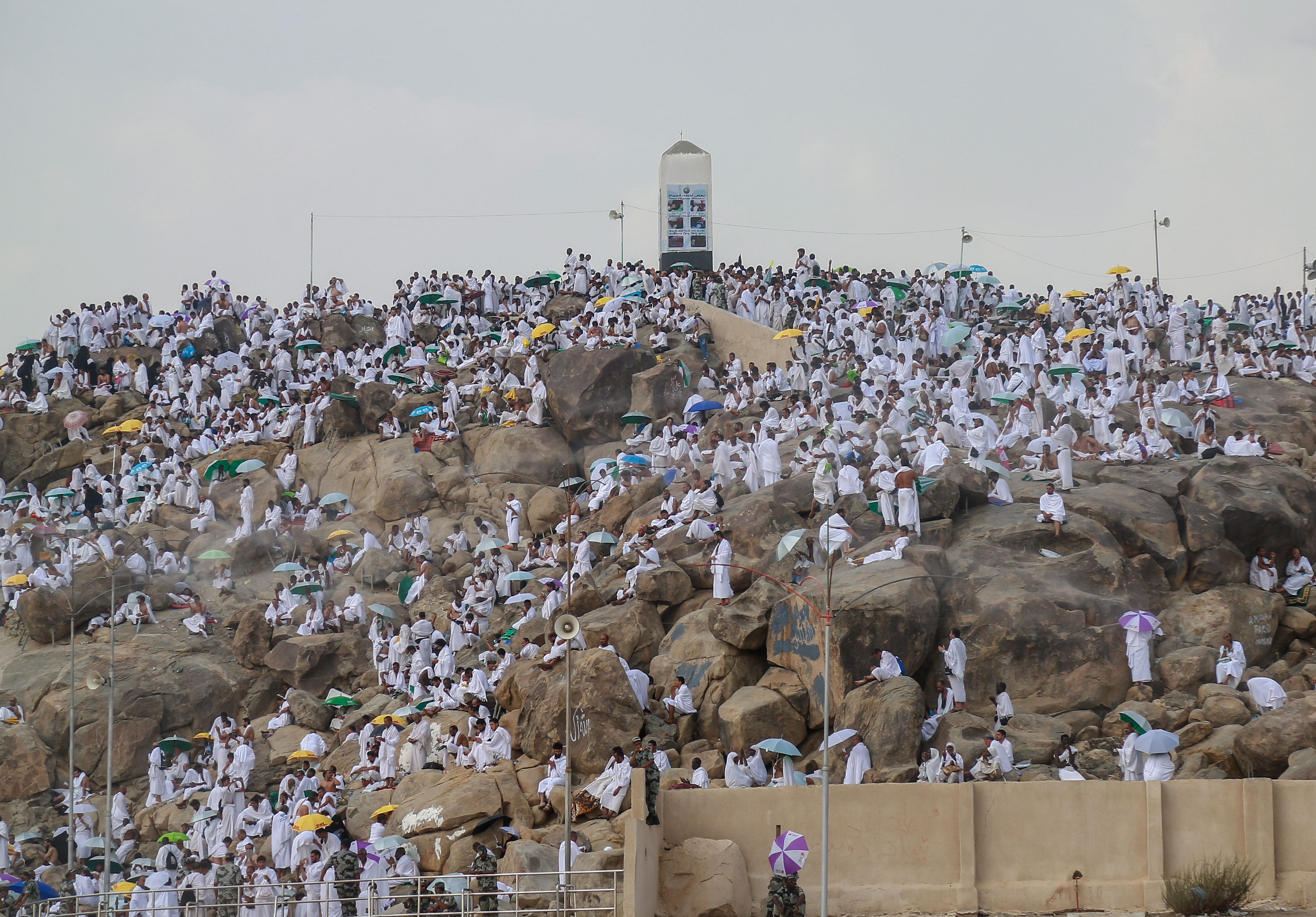